# NGC 3733
NGC 3733 ist eine Balken-Spiralgalaxie vom Hubble-Typ SBb im Sternbild Großer Bär am Nordsternhimmel. Sie ist schätzungsweise 56 Millionen Lichtjahre von der Milchstraße entfernt und hat einen Durchmesser von etwa 80.000 Lichtjahren. 

Im selben Himmelsareal befinden sich u. a. die Galaxien NGC 3737, NGC 3738, NGC 3759, IC 2943.
Die Typ-IIP-Supernova SN 1980D wurde hier beobachtet.
Das Objekt wurde am 14. April 1789 von Wilhelm Herschel entdeckt.